# Collombey-Muraz
Collombey-Muraz – miejscowość i gmina (commune) w południowej Szwajcarii, w kantonie Valais, w okręgu (district) Monthey. Leży nad Rodanem. Na terenie gminy znajduje się rafineria Collombey.

## Demografia
W Collombey-Muraz mieszka 9 676 osób. W 2021 roku 26,2% populacji gminy stanowiły osoby urodzone poza Szwajcarią. 

## Transport
Przez teren gminy przebiegają drogi główne nr 11, nr 21, nr 145 i nr 201. 

## Zobacz też

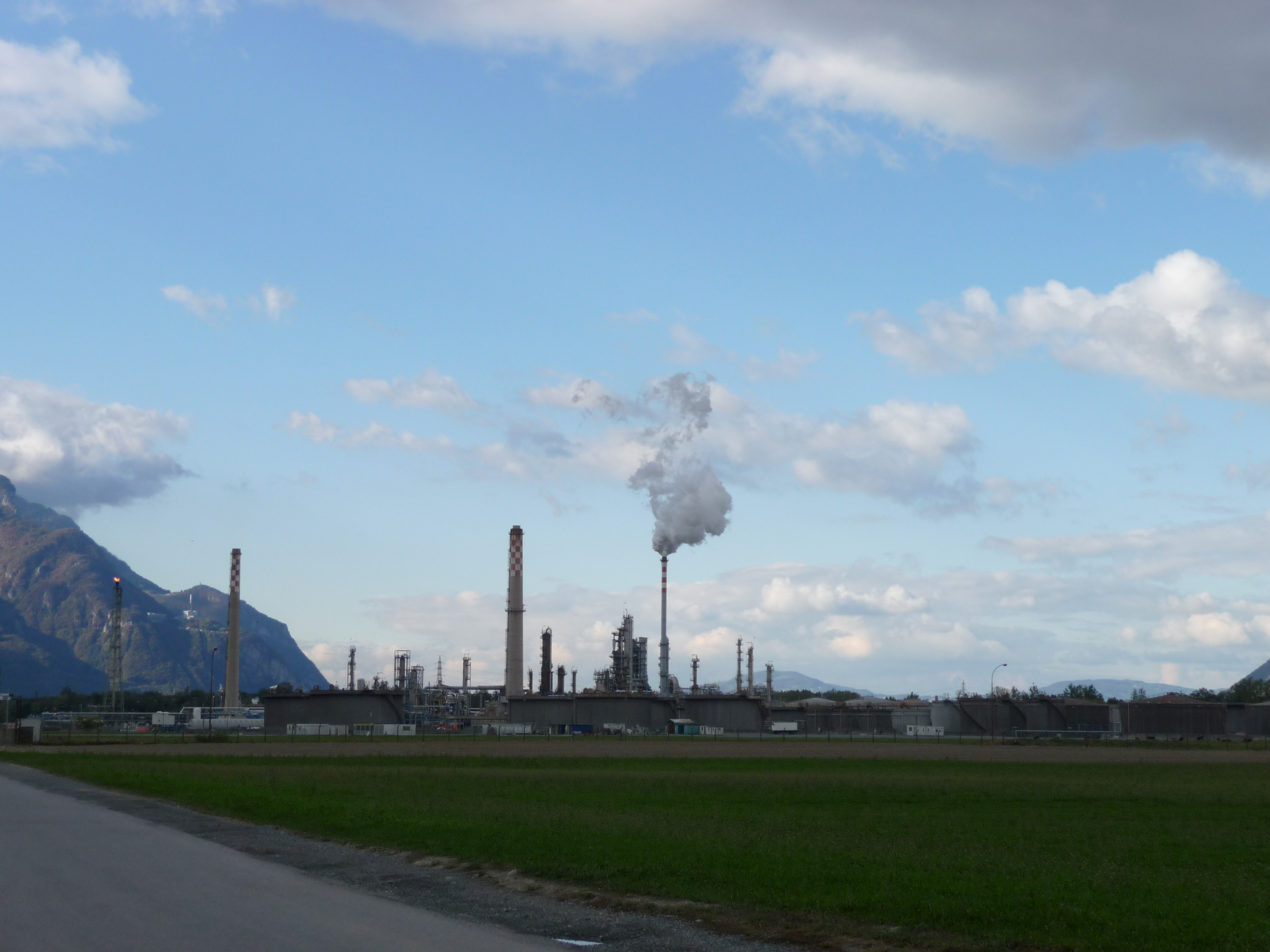
Refineria Collombey